# Heinz Brandt
Heinz Brandt est un sportif de haut niveau et militaire allemand de la Seconde Guerre mondiale, né le 11 mars 1907 à Charlottenbourg et mort le 21 juillet 1944 à Rastenburg.
Il a fait partie des victimes de l'attentat du 20 juillet 1944 contre Hitler à la Wolfsschanze, le quartier général du Führer en province de Prusse-Orientale.

## Biographie
Heinz Brandt, officier de cavalerie, a remporté la médaille d'or par équipes, au concours hippique des Jeux olympiques de 1936, à Berlin.
Il est surtout connu pour avoir involontairement sauvé la vie d'Adolf Hitler, lors de l'attentat du 20 juillet 1944, en déplaçant la malette contenant la bombe déposée par le colonel Claus von Stauffenberg. De même que les généraux Schmundt et Korten, Brandt est mort des suites de ses blessures peu après l'attentat.
Oberst depuis mai 1943, il a été promu au grade de Generalmajor à titre posthume.

## Filmographie
Dans le film Walkyrie, film de Bryan Singer en sorti en 2008 , son rôle est interprété par Tom Hollander.